# 满洲棋
满洲棋，简称满棋、又名一统棋、满洲象棋，是中国象棋的变体之一，始创于清代，主要风行于八旗子弟之中。

## 简介
满洲棋始创于清军入关之后，由传统象棋变化而成。黑方棋子、走法与传统象棋相同；红方则去掉双马、双炮和一车，但剩下的一车兼具车、马、炮三子之功能，有时也命名为“旗”，余子走法与传统象棋相同，另有红帅可以出九宫格在己方阵地行动的走法。黑方在局面上看似占优，但稍有不慎，就会遭红方入阵冲杀，最终导致满盘皆输。据说，红车的原型来源于入关后索伦兵骁勇善战之气慨。